# Avallon
Avallon je francouzské město v departementu Yonne, v regionu Burgundsko-Franche-Comté.
K nejvýznamnějším památkám patří někdejší kolegiátní kostel Saint-Lazare z 12. stol., tradiční zastávka poutníků do Santiaga de Compostela.

## Geografie
Sousední obce: Annéot, Pontaubert, Sauvigny-les-Bois a Magny.

## Vývoj počtu obyvatel
Počet obyvatel

## Osobnosti města
- Sébastien Le Prestre de Vauban (1633 – 1707), francouzský maršál a vojenský inženýr
- Teofil Kwiatkowski (1809 – 1891), polský malíř

## Partnerská města
- Cochem, Německo
- Pepinster, Belgie
- Saku, Japonsko
- Tenterden, Velká Británie